# Леонтьев, Александр Николаевич
Алекса́ндр Никола́евич Лео́нтьев (1827—1878) — русский генерал, начальник Николаевской академии Генерального штаба.

## Биография
Александр Леонтьев родился 29 августа (10 сентября) 1827 года, происходил из дворян Тамбовской губернии; старший брат генерал-майора А. В. Леонтьева. После окончания в 1845 году курса в Пажеском корпусе он в следующем году был произведён в прапорщики, а через год — в поручики Лейб-гвардии Драгунского полка. Прикомандированный в 1847 году к Военной академии, он в следующем году был произведён в штабс-капитаны, а в 1849 году отчислен от академии и в том же году снова причислен к Генеральному штабу. При выпуске из академии Леонтьев за отличные успехи в науках был произведён в капитаны, награждён серебряной медалью, получил денежное пособие и был прикомандирован к образцовым войскам. В 1852 году он был переведён в Гвардейский генеральный штаб, с назначением на службу в штаб главнокомандующего гвардейским и гренадерским корпусами, а в следующем году назначен дивизионным квартирмейстером гвардейской кирасирской дивизии.
Во время Крымской войны А. Н. Леонтьев находился в составе войск, охранявших прибрежье Петербургской губернии от возможной высадки англо-французского десанта, а в 1856 году назначен обер-квартирмейстером гвардейского резервного кавалерийского корпуса. За смотры, манёвры и учения в присутствии государя он удостоился получить 34 монарших благоволения. В 1860 году Леонтьев был назначен обер-квартирмейстером отделения гвардейского корпуса и членом Высочайше утверждённой комиссии для улучшений по военной части.
В 1861 году он был произведён в генерал-майоры. В следующем году случайно сломал себе ногу, что вынудило его оставить строевую службу; он занял место начальника Николаевской академии. За время его пятнадцатилетнего руководства академией её деятельность была направлена как к образованию для армии офицеров Генерального штаба, так и к распространению военного образования в войсках; в 1863 году в Академию был допущен приём вольнослушателей Петербургского гарнизона. В этих двух направлениях деятельность Леонтьева проявилась в широких размерах и была весьма плодотворна, причём большую поддержку в этом деле он встречал со стороны академической конференции, получившей при нём значение самостоятельного совещательного органа не только в вопросах учебной и учёной части, но и в некоторых административных; по его инициативе ежегодно печатались и рассылались в войска «отчёты о занятиях конференции». Результатом такой дружной работы Леонтьева с конференцией было то, что занятиям обучающихся офицеров был дан более практический характер, программы курсов были выработаны сообразно требованиям современной науки, основан дополнительный курс и установлены полевые поездки, распространившиеся затем по всей армии. При нём было разработано и в 1868 году введено новое положение об академии. За труды по составлению проектов и инструкций для полевых поездок офицеров Леонтьев неоднократно получал изъявления Монаршего благоволения. Плодотворная деятельность Леонтьева была отмечена многими орденами, до ордена Белого Орла включительно.
Умер от катара желудка 25 марта (6 апреля) 1878 года. Похоронен на Никольском кладбище Александро-Невской лавры.

## Награды
Был награждён орденом Белого Орла, Св. Владимира 2-й и 3-й ст., Св. Анны 1-й, 2-й и 3-й ст., Св. Станислава 1-й и 2-й ст., бронзовой медалью в память Крымской войны 1853—1856 гг.

## Семья
Жена: дочь купца первой гильдии, Ольга Александровна Немчинова. Их дети:
- Евгений (1855—1894) — полковник
- Наталья (1857—?)
- Александр (1859—1923) — юрист
- Анна (1861—?)
- Мария (14.03.1863; Ницца—?), крестница императора Александра II.
- Николай (1864—1909) — полковник
- Ольга (1870—?)
- Владимир (1874—1931, Париж) — полковник.